# Dévaványai-sík
A Dévaványai-sík a Berettyó–Körös-vidék nyugati kistája Békés vármegye legészakibb részén és kis részben Jász-Nagykun-Szolnok vármegye délkeleti peremén. Az 519 km²-es vidék a Berettyó és a Hortobágy-Berettyó megsüllyedt medencéje, tökéletes síkság, legfontosabb települései Dévaványa, Füzesgyarmat és Szeghalom. Északnyugatról a Szolnok–Túri-sík, északkeletről a Nagy-Sárrét, délkeletről a Bihari-sík és a Kis-Sárrét, délről és délnyugatról a Körös menti sík határolja.

## Földtan
A Dévaványai-sík törésvonalak mentén feldarabolódott medencealjzatát triász kori karbonátos és metamorf kőzetek építik fel. A kainozoikumban erre rakódott üledékrétegekben Füzesgyarmatnál és Szeghalomnál szénhidrogén-előfordulások ismertek. A felszín közeli mélyebb rétegeket ártéri, mocsári agyag, lösziszap, a magasabban fekvő területeken elszikesedett infúziós lösz alkotja. A pleisztocénban indult meg a medence dinamikus süllyedése, amely ezáltal a térségbe érkező folyók üledékgyűjtő területe lett. Ennek köszönhetően 2-10 méteres mélységben többnyire iszapos homok, homokos iszap vagy homok építi fel a felszín közeli rétegeket.

## Domborzat és vízrajz
A Berettyó és a Hortobágy–Berettyó folyása között elhelyezkedő Dévaványai-sík tökéletes síkság, relatív reliefének átlagos értéke 0,5 m/km², ezzel Magyarország egyik legtökéletesebb síksága. A felszín a keleti 94,1 méteres tengerszint feletti magasságról délnyugati irányban 84,3 méteres magasságig csökken. Mély fekvéséből következően a múltban a Berettyó és a Tisza árvizeit vezette le, területén mocsarak és morotvák alakultak ki. Ezek nagy része mára feltöltődött, de az enyhe terephullámok ottlétükről tanúskodnak, ahogy a fokmenti hátak (porongok és laponyagok) relatíve nagy száma is.
A gyér lefolyású, vízhiányos kistájat északnyugatról a Hortobágy–Berettyó (163 km, 5776 km²) 30 km-es szakasza, délkeletről a Berettyó (204 km, 6095 km²) 16 km-es szakasza határolja. A két folyó közét mintegy 400 kilométer hosszan csatornák hálózzák be, amelyek közül a jelentősebbek a Hortobágy–Berettyóba futó Felsőréhelyi-csatorna (22 km, 85 km²), a Csurgó–Alsóréhelyi-csatorna (27 km, 74 km²), a Kengyelréti-csatorna (8 km, 25 km²) és a Malomzug–Simafoki-csatorna (13 km, 111 km²), illetve a Berettyót tápláló Szeghalmi-főcsatorna (12 km, 267 km²) és annak mellékvize, a Fürjéri-csatorna (20 km, 137 km²). Áradást vagy nagyvízhozamot jellemzően a hóolvadás, illetve a Berettyó esetében a kora nyári esőzés idéz elő.
| Vízfolyás          | Vízmérce  | Legkisebb vízállás (cm) | Legnagyobb vízállás (cm) | Kisvízhozam (m³/s) | Középvízhozam (m³/s) | Nagyvízhozam (m³/s) |
| ------------------ | --------- | ----------------------- | ------------------------ | ------------------ | -------------------- | ------------------- |
| Berettyó           | Szeghalom | −59                     | 678                      | 0,60               | 9,4                  | 250                 |
| Hortobágy–Berettyó | Túrkeve   | −32                     | 538                      | 0,26               | 3,5                  | 90                  |

Állóvizekben szegény terület, mindössze négy természetes tavának felszíne együttesen is alig éri el a 7 hektárt. A talajvíz mélysége változatos, a folyóvölgyekben 2 méter körüli, de a síkság központi területein, Dévaványa északi térségében – a sűrű csatornahálózat következtében – a 6 métert is elérheti. Viszonylag magasan, 100 méteres mélységben található rétegvizeinek mennyisége csekély, hozamuk nem éri el a 200 l/min-t. A Dévaványa mellett felszínre bukkanó termálvíz hőmérséklete 65 °C.

## Éghajlat
Mérsékelten meleg kistáj, az átlagos évi hőmérséklet 10,3-10,4 °C között alakul, a vegetációs időszakban az átlaghőmérséklet eléri a 17,2-17,4 °C-ot is. A nyári hőmérséklet-maximum sokévi átlaga 34 °C, míg a téli hőmérséklet-minimum –17 °C körül mozog. Az évenkénti napsütéses órák száma 1980-2000 közötti (ezzel elmarad a Berettyó–Körös-vidék más kistájaitól), amelyből a nyári évnegyedre átlagosan 800, a télre 190 órányi napsütés esik. A csapadékmennyiség éves átlaga 510–540 mm között alakul, ezzel száraz éghajlatú kistájaink közé tartozik. A hótakarós napok száma évi 33. Az uralkodó szélirányok az északi, az északkeleti és a déli.

## Talaj és növényzet

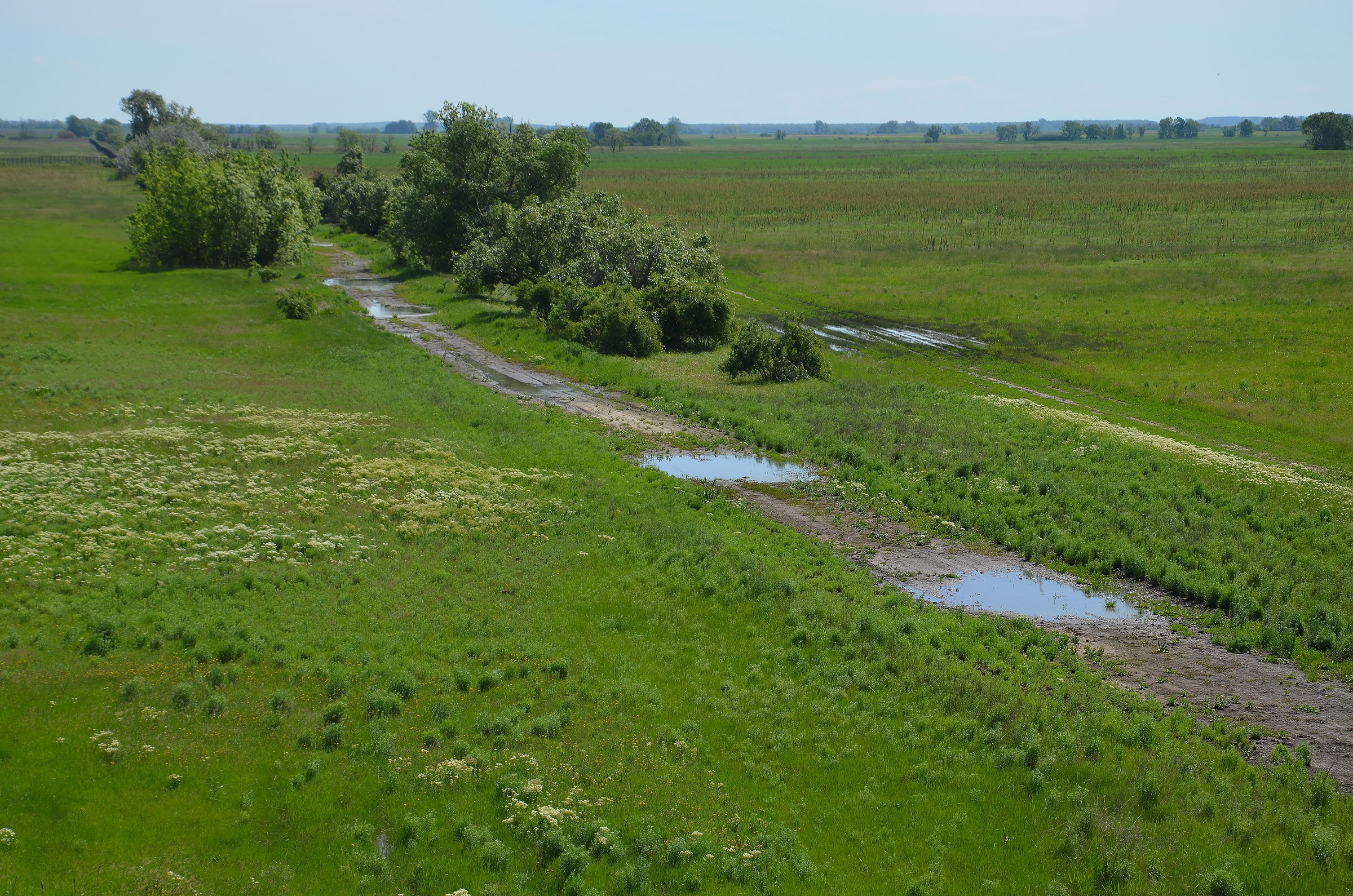
Az Atyaszegi-puszta, a Dévaványa–Ecsegi-puszták része

A Berettyó és a Hortobágy–Berettyó hordalékain, agyagos üledékein végbement talajképződés változatos mozaikokat eredményezett a Dévaványai-síkon. Az uralkodó talajtípusok a különböző, agyagos vályog és agyag mechanikai összetételű szolonyec talajtípusok: a kistáj 17%-át réti szolonyec, 32%-át sztyepesedő réti szolonyec, 14%-át pedig szolonyeces réti talajok borítják. E többnyire szikes talajok földminősége gyenge, és leginkább legelőkénti hasznosításuk jellemző, de szikjavítást követően szántóművelésre is alkalmasak. A kistáj fennmaradó területét agyagos vályog és agyag mechanikai összetételű réti talajok fedik, amelyek gyengén savanyú előfordulásai a jó minőségű, szántóföldi művelésre alkalmas földek közé tartoznak.
Növényföldrajzi szempontból a Dévaványai-sík a holocén óta az erdőssztyeppövezetbe tartozik, de a természetes növénytakaró napjainkra az árterekre húzódott vissza, ahol foltokban a honos puhafás ligeterdők is fennmaradtak. A síkság mintegy 30%-át szikes gyepek, valamint kisebb területeken löszgyepek összefüggő foltjai tarkítják. Jellemző növénytárulások a szikes ürmöspuszták (karcsú kerep, sziki here, cérnahere, sávos here, pusztai here, sudár here), a vakszikesek (bárányparéj, hamvas seprőparéj), a sziki ecsetpázsitosok (kisvirágú kakukktorma, kisfészkű aszat, pocsolyalátonya, pajzsos víziboglárka (Ranunculus peltatus), sugaras víziboglárka, buglyos boglárka), a löszgyepek (gumós macskahere), a sziki magaskórósok (bárányüröm, réti őszirózsa, sziki kocsord), a löszmezsgyék (nyúlánk sárma) és töltések növényzete (kecskebúza, taréjos búzafű, cingár gombafű, sáfrányos imola, heverő seprűfű). A csatornák és folyóvizek hínárállományát jellemzően sulyom és tündérfátyol alkotja.
A szikes gyepek ritka reliktumfaja a pusztai tyúktaréj, ezen kívül azonban az endemikus növényfajok száma alacsony. A korábban honos debreceni torma, lápi galaj és négylevelű mételyfű mára eltűnt. A szikeseken újabban megjelent, flóraidegen özönfaj az egyenes forrásfű.
| Területhasznosítás | Terület     | Területarány |
| ------------------ | ----------- | ------------ |
| Lakott terület     | 02 200,0 ha | 04,3%        |
| Szántó             | 34 853,0 ha | 67,2%        |
| Kert               | 0 169,2 ha  | 00,3%        |
| Szőlő              | 0 0,0 ha    | 00,0%        |
| Rét, legelő        | 12 091,0 ha | 23,3%        |
| Erdő               | 01 827,1 ha | 03,5%        |
| Vízfelszín         | 0 740,9 ha  | 01,4%        |

## Népesség
A Dévaványai-sík lakosságának maximumát 1949-ben érte el, azóta a népességszám az elvándorlás következtében mintegy negyedével esett vissza a 2001-es 27 400 főre, majd onnan a 2011-es 24 571 főre. Népsűrűsége alföldi viszonylatban átlagos (47,3 fő/km², 2011), településhálózata ritkás. A kistájon található mindössze öt településből három városi jogállású: Dévaványa, Füzesgyarmat és Szeghalom, de valódi központi funkciókkal egyedül Szeghalom rendelkezik. A Dévaványai-sík további települései Ecsegfalva és Kertészsziget. A 2,2%-os külterületi lakosság a szórványosan fennmaradt tanyavilág és az újabb alapítású mezőgazdasági telepek népességéből tevődik össze.
A 2011. évi népszámlálási adatok alapján a lakosság csaknem felét (43,5%) kitevő felekezeten kívüliek mellett a népesség 23,3%-a református, 7,5%-a római katolikus. A magyar nemzetiségűek számaránya a 2001-es népszámlálás alkalmával meghaladta a 96%-ot. 2011-ben a megkérdezettek 13%-a nem árulta el nemzetiségét, és a magyarok részaránya 84,3%-os volt. Számottevő nemzetiség a cigányság (2,0%).

## Természeti és kulturális értékek
A Körös–Maros Nemzeti Park gondozásában áll a szikes pusztán létrehozott túzokrezervátum. A gyógyhatású dévaványai termálvíz gyógyfürdőt táplál, további kedvelt kirándulóhely a szintén Dévaványa melletti Túréri-tó környéke. Szeghalom, „a Sárrét fővárosának” főbb nevezetességei a Wenckheim–D’Orsay- és a Kárász-kastély, a református templom, a zsidó temető és a Sárréti Múzeum. Füzesgyarmat fontosabb építészeti emlékei a Wenckheim-kastély, a városháza, a református templom és az egykori zsinagóga, valamint itt is fennmaradt a zsidó temető.